# José de Jesús Castillo Rentería

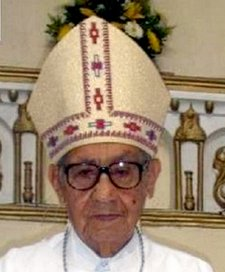
José de Jesús Castillo Rentería

José de Jesús Castillo Rentería MNM (* 2. Juli 1927 in Mexiko-Stadt; † 23. April 2013 ebenda) war ein mexikanischer Ordensgeistlicher und Bischof von Tuxtepec.

## Leben
José de Jesús Castillo Rentería trat der Ordensgemeinschaft der Misioneros de la Natividad de María bei und empfing am 11. Juni 1950 in der Kathedrale des Erzbistums León, der Catedral de Nuestra Señora de la Luz von León, die Priesterweihe. 
Papst Johannes Paul II. ernannte ihn am 8. Januar 1979 zum Bischof von Tuxtepec. Der Apostolische Delegat in Mexiko Girolamo Prigione spendete ihm am 22. April 1979 in Mexiko-Stadt die Bischofsweihe; Mitkonsekratoren waren Bartolomé Carrasco Briseño, Erzbischof von Antequera, und Hilario Chávez Joya MNM, Prälat von Nuevo Casas Grandes.
Am 11. Februar 2005 nahm Papst Johannes Paul II. seinen altersbedingten Rücktritt an.